# Buck Camp Patrol Cabin
La Buck Camp Patrol Cabin est une cabane en rondins du comté de Madera, en Californie, dans l'ouest des États-Unis. Protégée au sein du parc national de Yosemite, cette structure construite en 1931 est inscrite au Registre national des lieux historiques depuis le 18 juillet 2014.